# Helleholm
Helleholm är en halvö i Danmark.   Den ligger på ön Agersø i Slagelse kommun, Region Själland, i den sydöstra delen av landet, 100 km sydväst om Köpenhamn. 
På Helleholm står Helleholm Fyr.